# Transmat
Transmat is de naam van het platenlabel van Derrick May.
De MS bij de catalogusnummers staat voor "Metroplex Subsidiary", als eerbetoon aan Juan Atkins en zijn label Metroplex.

## Uitgaven
- MS01 X-Ray - Let's Go (1986 of 1987)
  - A1  Let's Go (Juan Atkins Mix)
  - B1  Let's Go (Mayday Mix)
  - B2  [*** Untitled ***]
- MS02 Rhythim is Rhythim - Nude Photo (1987)
  - A1  Nude Photo
  - B1  The Dance (Living Room Mix)
  - B2  Move It (Only Mix)
- MS03 Suburban Knight (1987)
  - A1  The Groove (Pan Mix)
  - B1  The Groove (Hot Mix)
  - B2  The Groove (Late Mix)
- MS04 Rhythim is Rhythim - Strings of Life (1987)
  - A1  Strings of Life
  - A2  Strings
  - B1  Move It (Special Mix)
  - B2  Kaos
  - B3  [*** Untitled ***]
- MS05 Bang the Party (1987 of 1988)
  - A1  Release Your Body (Mayday Mix)
  - A2  Release The Vocal (Batchelor Mix)
  - B1  Release the Acid (Batchelor Mix)
  - B2  Late Night Rlease (Mayday Mix)
- MS06 Rythim is Rhythim - It Is What It Is (1988)
  - A1  It Is What It Is
  - B1  Feel Surreal
  - B2  Beyond The Dance
- MS07 M-D-Emm - 1666 (1989)
  - A1  1666 Pyro Maniac Mix
  - B1  Get Acidic
  - B2  Get Angelic
- MS08 K-Alexi-Shelby  - All for Lee Sah (1989)
  - A1  All For Lee Sah
  - B1  My Medusa
  - B2  Vertigo
- MS09 R-Tyme - Illusion (1989)
  - A1  Illusion - M. I. Mix (Mayday Mix)
  - A2  Illusion - Techno Mix (Magic Juan Mix)
  - B1  R-Theme - Dramatic Mix (Mayday Mix)
  - B2  R-Theme - Club Dub Mix (Darren Wynn Mix)
- MS10 Octave One feat. Lisa Newberry - I Believe (1989)
  - A1  I believe (Magic Juan mix)
  - B1  I believe (Vice mix)
  - B2  I believe (Original mix)
- MS11 Rhythim Is Rhythim - Beyond The Dance (cult mix) (1989)
  - A1  Beyond The Dance (Cult mix)
  - B1  Beyond The Dance (Bizarro Mix)
  - B2  Sinister
- MS12 Psyche - Crackdown (1990)
  - A1  Crackdown
  - A2  From Beyond
  - B1  Neurotic Behavior (Mayday Reproduction Mix)
  - B2  Andromeda [*** Carl Craig and Mayday mix ***]
- MS13 Suburban Knight (1990)
  - A1  The Art Of Stalking
  - B1  The Worlds
- MS14 Model 500 - Ocean to Ocean (1990)
  - A1  Ocean to Ocean (Global Mix)
  - A2  Ocean to Ocean (Vocal Mix)
  - B1  Info World
  - B2  Wanderer
- MS15 Rhythim Is Rhythim - The Beginning (1990)
  - A1  The Beginning
  - A2  Emanon
  - B1  Drama
  - B2  Salsa Life
- MS16 Beltram (1990)
  - A1  Energy Flash
  - B1  Psycho Bass
- MS17 3Phase (featuring Dr. Motte) - Der Klang Der Familie (1992)
  - A1  Der Klang Der Familie
  - B1  Spacegeherator
- MS18 Dark Comedy - Corbomite Maneuver EP (1992)
  - A1  Before
  - A2  War Of The Worlds (Epic Mix)
  - A3  Siren
  - B1  War Of The Worlds (Dark Room Mix)
  - B2  Without A Sound (Right Brain)
- MS19 Silent Phase - Psychotic Funk (1995)
  - A1  Spirit Of Sankofa (12:08)
  - A2  Waterdance (7:40)
  - B1  Psychotic Funk (7:35)
- MS20 Silent Phase - The Rewired Mixes (1995)
  - A1  Fire (Rewired Mix) (10:21)
  - B1  Fire (Swahili Meets Mozart Mix) (6:41)
  - B2  Meditive Fusion (Kenny Larkin Mix) (6:00)
- MS21 Rhythim Is Rhythim - Icon / Kao-Tic Harmony (1996)
  - A1  Icon
  - B1  Kao-Tic Harmony
- MS22 Microworld - Signals / Smile (1999)
  - A1  Signals
  - B1  Smile
- MS23 Aril Brikha - Deeparture In Time (2000)
  - A1  On And On
  - B1  Headhunter
- MS24 Quiet Daze - Viewing A Decade EP (2001)
  - A1  November
  - A2  Being Quiet
  - B1  Coming Full Circle
  - B2  The Scenic Route
- MS25 Aril Brikha - Deeparture In Time (2001)
  - A1  Embrace
  - A2  Groove La Chord (The Other Mix)
  - A3  Setting Sun
  - B1  Sweet Lullaby
  - B2  Aqua
  - C1  Deeparture In Time
  - C2  Otill
  - D1  Groove La Chord
  - D2  Bytes
- MS26 Stephen Brown - EP #1 (2002)
  - A1  Language
  - B1  Rate & Depth
- MS27 Stephen Brown - EP #2 (2002)
  - A1  I Am Someone
  - B1  The Year Zero
- MS28 [UNRELEASED]
- MS29 Rodenbush - Rodenbush EP (2002)
  - A1  Live Wire
  - B1  Awakenings
- MS30 John Arnold - 4 Minutes? (2002)
  - A1  Respectall
  - B1  Chika
  - B2  4 Minutes?
- MS31 Indio - Indio EP (2003)
  - A1  Blue Fantasy
  - A2  Winter Long
  - B1  Inca
  - B2  Inca (Josh Wink Remix)
- MS33 Mr. Brown - Detroit (2007)
  - A1  Untitled
  - B1  Untitled